# Île Fecteau
Île Fecteau är en ö i Kanada.   Den ligger i provinsen Québec, i den östra delen av landet, 1 400 km öster om huvudstaden Ottawa. Arean är 2,3 kvadratkilometer.
Terrängen på Île Fecteau är platt. Öns högsta punkt är 80 meter över havet. Den sträcker sig 1,6 kilometer i nord-sydlig riktning, och 2,6 kilometer i öst-västlig riktning.